# Isognathus rimosa
Isognathus rimosa (Grote, 1865) è un lepidottero appartenente alla famiglia Sphingidae, diffuso in America Settentrionale, Centrale e Meridionale.

## Descrizione

### Adulto
Il colore di fondo della pagina superiore dell'ala anteriore va dal bianco sporco al marroncino tenue, con macchie bianche marginali più ampie di quanto osservabile in I. menechus. in particolare una banda bianca è situata trasversalmente nella zona subapicale, mentre un'altra corre parallelamente al quarto basale della costa. L'area basale scura è assente oppure molto ridotta in alcuni esemplari. Non è visibile alcuna macchia discale. Nel maschio è ben visibile una striatura nerastra tra M3 e CuA1, totalmente assente nella femmina.

La pagina inferiore dell'ala anteriore ha tonalità comprese tra il giallo ocra della zona basale ed il marroncino della zona terminale; nel maschio si possono riscontrare striature più scure nel postmarginale, appena accennate nella femmina.

Il recto dell'ala posteriore è giallo per i due terzi basali, ma mostra una banda marrone (più spessa nella femmina) che parte dal terzo distale della costa e giunge, con margine interno irregolare, fino all'angolo anale, dove si stempera in una macchia che riprende i colori dell'ala anteriore, occupando l'intera lunghezza del termen; questa banda scura si spinge venso l'interno dell'ala ed in corrispondenza di M3 arriva a sfiorare la cellula discale.

La pagina inferiore rivela tonalità di marroncino affini a quelle dell'ala anteriore, pur con linee trasversali appena accennate nella fascia postmarginale, e con un giallino non molto marcato nella zona anale.

L'apice dell'ala anteriore (che nel recto della femmina può assumere tonalità biancastre) non è falcato, mentre il termen è lievemente dentellato in ambo i sessi, ma soltanto nell'ala anteriore.

Le antenne, bianche superiormente e nerastre sulla superficie posteriore, sono filiformi e lievemente uncinate all'estremità, con una lunghezza pari a circa la metà della costa.

Il torace è più chiaro di quello di I. menechus e di I. scyron. Le tegulae sono prive di cresta dorsale scura.

L'addome appare chiaro sia dorsalmente, sia ventralmente, con bande trasversali ben distinte.

L'apertura alare varia tra 70 e 102 mm, con la femmina un po' più grande del maschio.

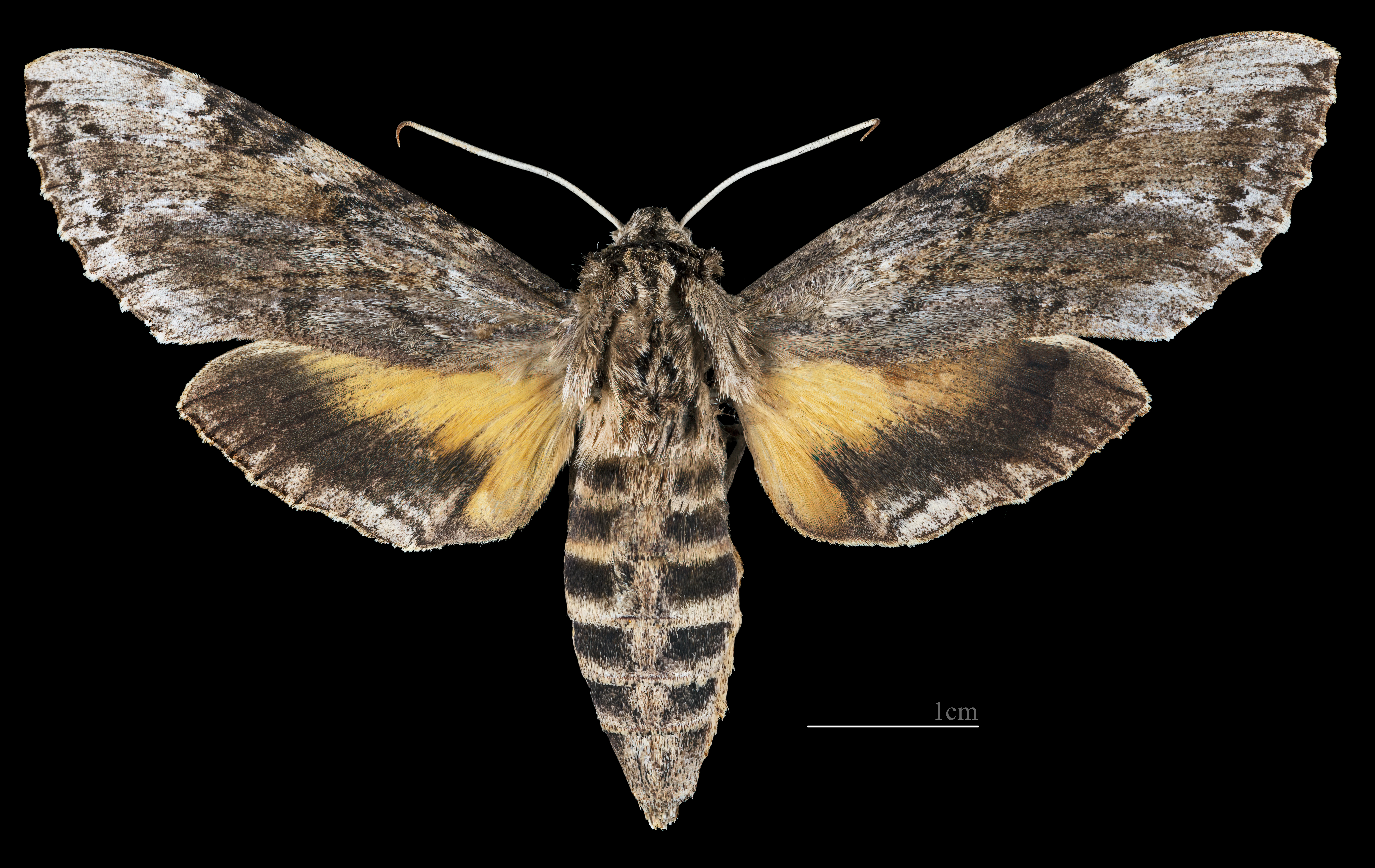
Isognathus rimosa rimosa  ♀
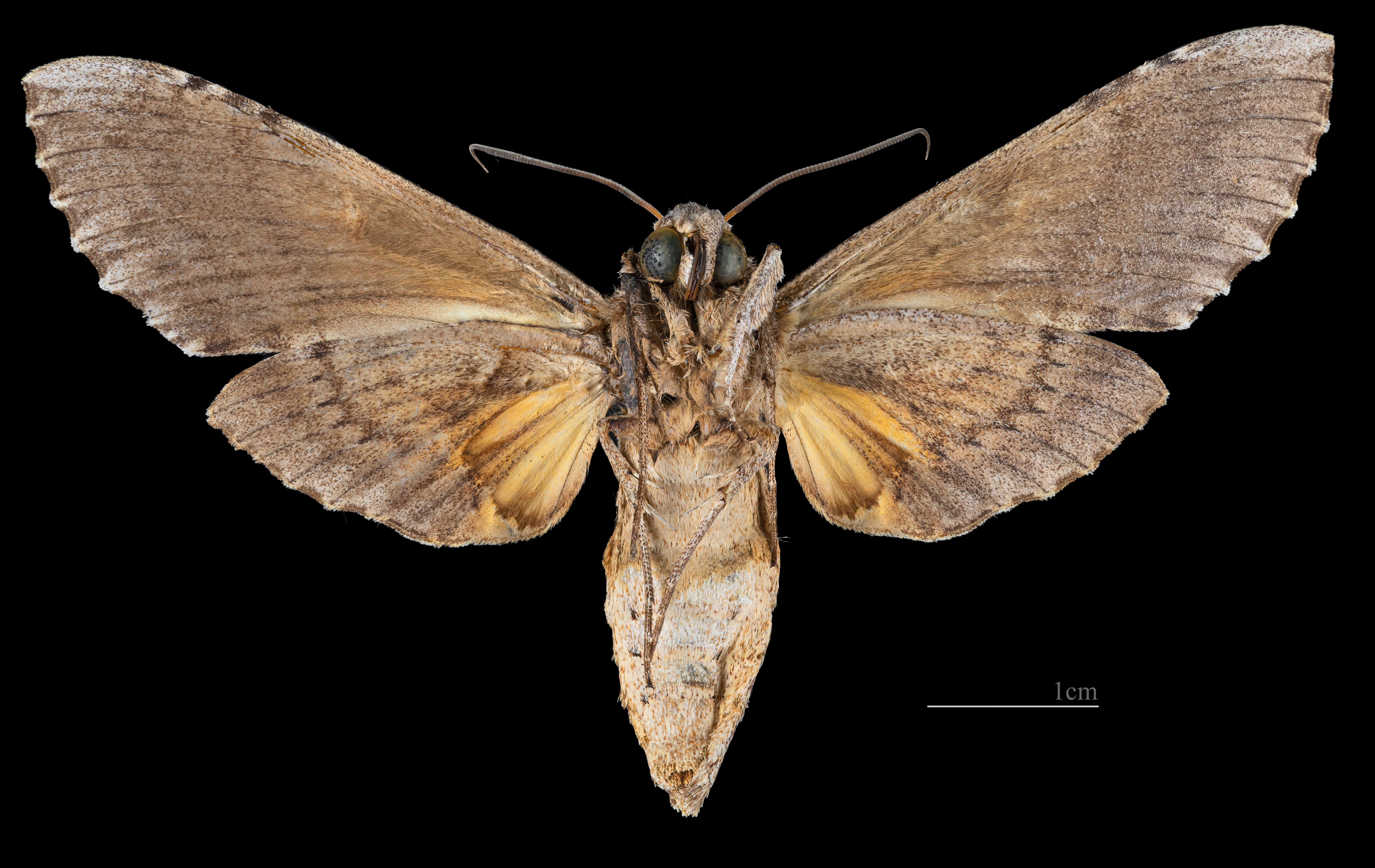
Isognathus rimosa rimosa ♀ △

### Larva
Il bruco è cilindrico e verdastro, con capo piccolo, tondeggiante e giallognolo. Il cornetto caudale sull'ottavo urotergite non è molto lungo, se paragonato a quello osservabile in altre specie di Isognathus. Si osservano due linee subdorsali costituite da macchie gialle di forma irregolare e bordate di bianco, oltre a due linee costituite da macchie bianche bordate di nero, anch'esse irregolari, che corrono ciascuna lungo la linea spiracolare. La colorazione vivace suggerisce che la larva possa essere di sapore sgradevole per i predatori.

### Pupa
La crisalide è adectica ed obtecta, con un cremaster poco sviluppato; si rinviene all'interno di un bozzolo dalle pareti sottili, posto negli strati superficiali della lettiera del sottobosco.

## Biologia

### Comportamento
La specie, come le sue congeneri, ha abitudini principalmente crepuscolari. Durante l'accoppiamento, le femmine richiamano i maschi grazie ad un feromone rilasciato da una ghiandola posta all'estremità addominale.

L'adulto emerge dal bozzolo da 8 a 24 giorni dopo l'impupamento.

### Periodo di volo
La specie è multivoltina, con adulti che sfarfallano in tutti i mesi dell'anno; in Arizona è possibile osservarli in agosto.

L'areale di questa specie è quasi completamente compreso all'interno dell'ecozona neotropicale

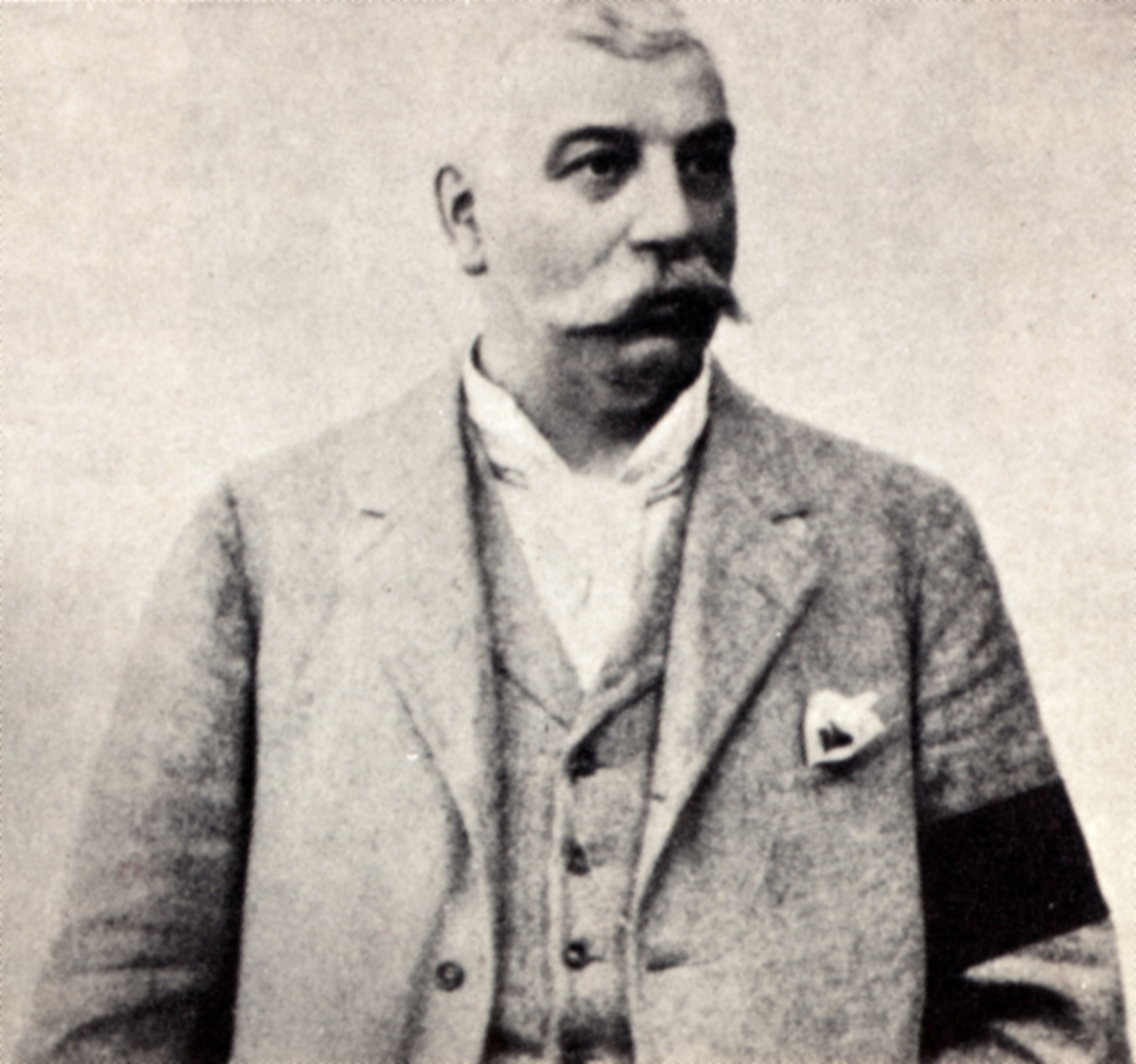
L'entomologo inglese Augustus Radcliffe Grote (1841-1903), che descrisse la specie nel 1865

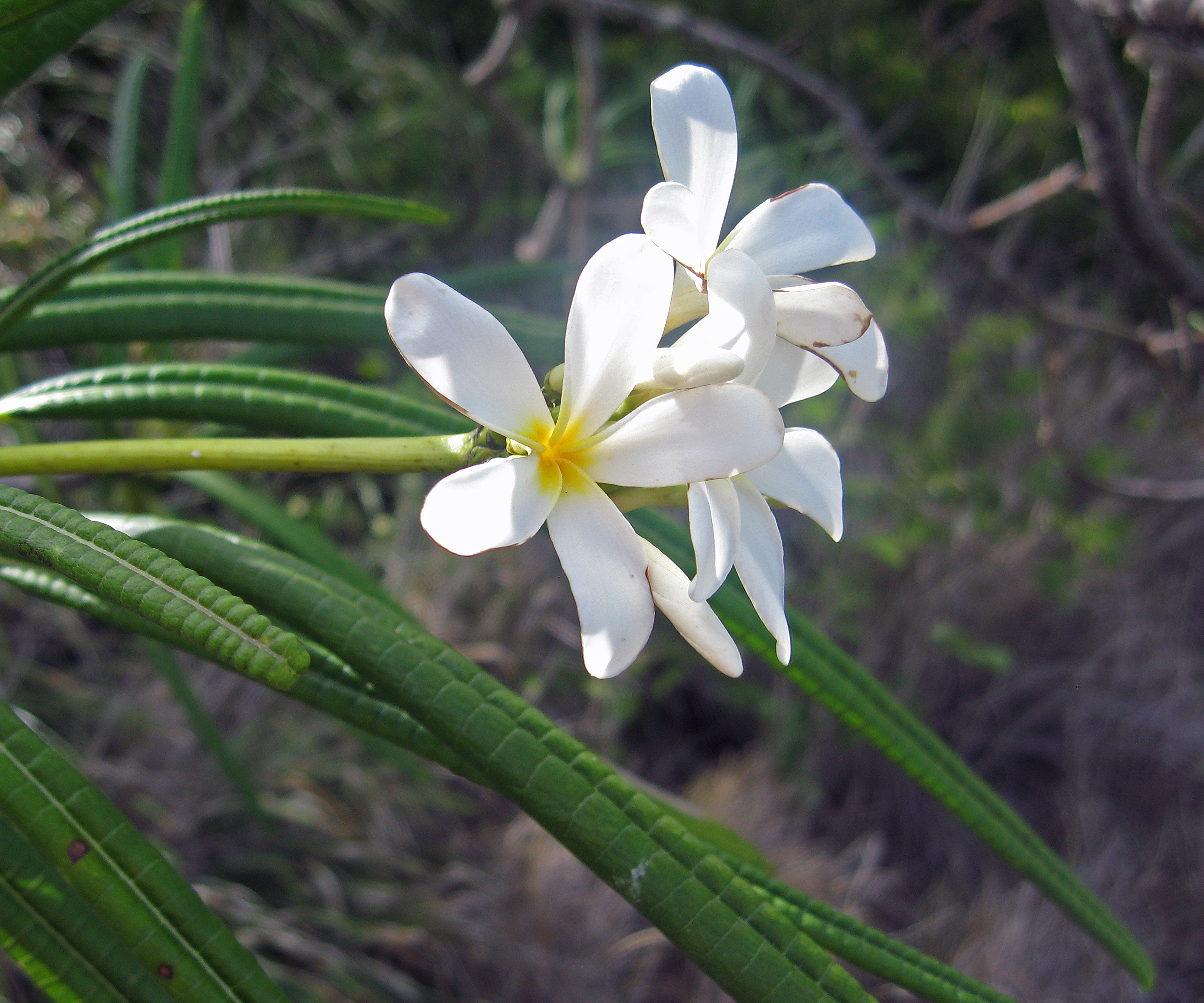
Plumeria alba

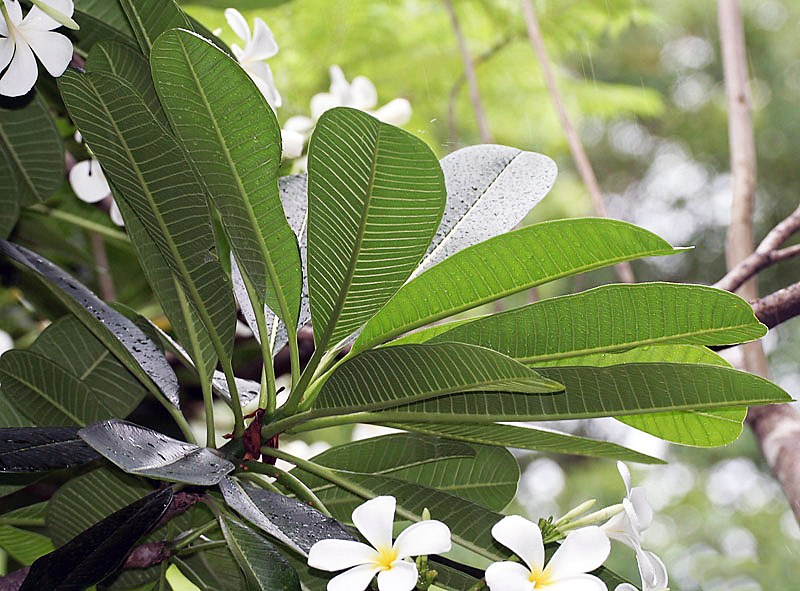
Plumeria obtusa

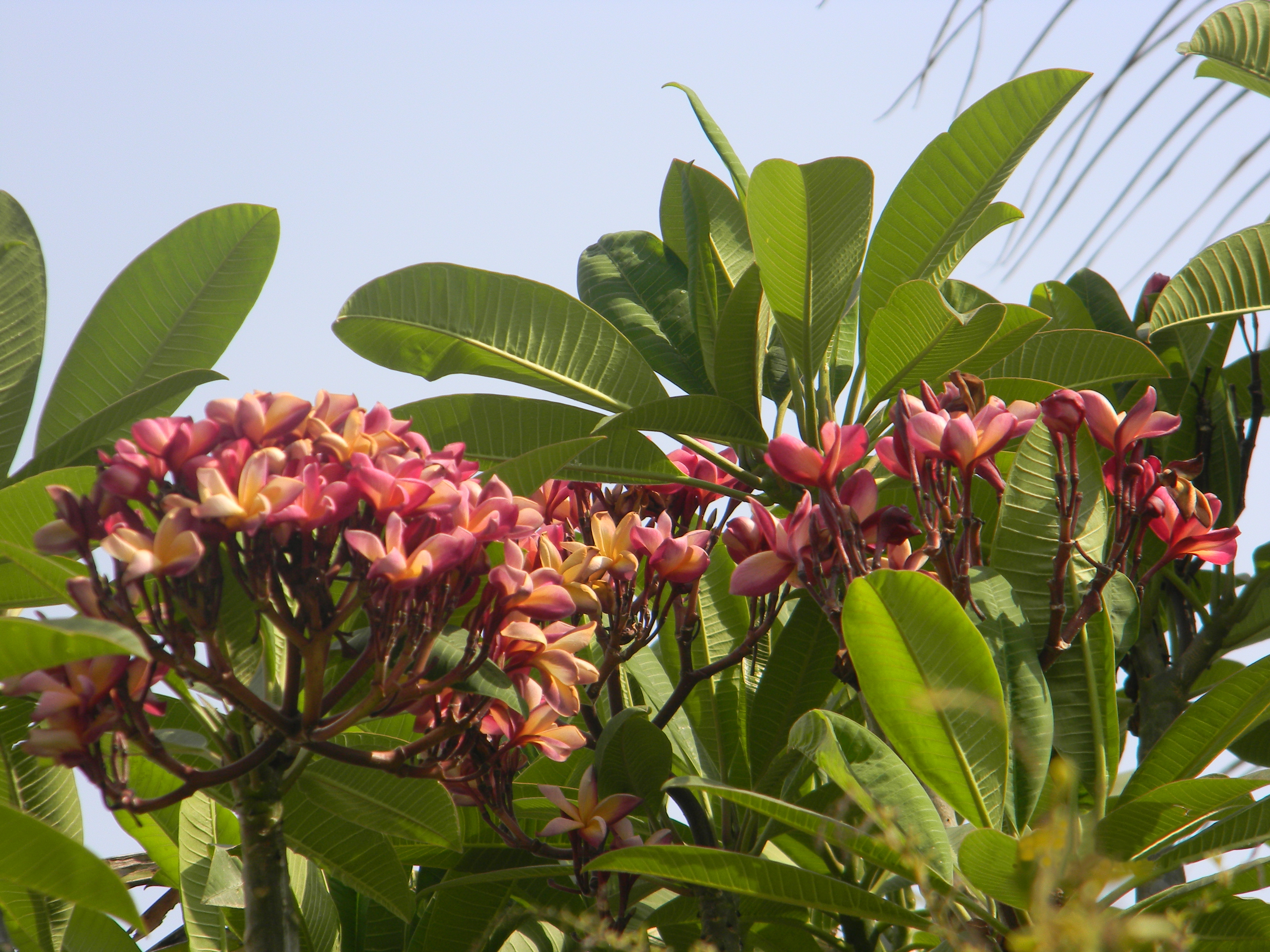
Plumeria rubra

### Alimentazione
Gli adulti suggono il nettare di diverse specie di fiori, tra cui quelli del genere Petunia Juss. (Solanaceae).
Le piante ospiti sono membri del genere Plumeria L. (Apocynaceae) tra cui:
- Plumeria alba L.
- Plumeria obtusa L.
- Plumeria rubra L.

## Distribuzione e habitat
L'areale della specie risulta in gran parte compreso all'interno del Neotropico, pur sconfinando a nord anche nell'ecozona neartica; esso include: gli Stati Uniti sudoccidentali (Arizona), il Messico (Veracruz è il locus typicus della sottospecie I. r. inclitus), il Guatemala, il Belize, l'Honduras, il Nicaragua, la Costa Rica, Cuba (Holguín è il locus typicus della sottospecie I. r. rimosa), Haiti (Cap-Haïtien è il locus typicus della sottospecie I. r. molitor), la Repubblica Dominicana, Porto Rico (Río Piedras è il locus typicus della sottospecie I. r. wolcotti), la Giamaica (locus typicus della sottospecie I. r. jamaicensis), la Colombia (locus typicus della sottospecie I. r. papayae - attribuzione incerta), il Venezuela, la Guyana, il Suriname, la Guyana francese (Caienna) ed il Brasile nord-occidentale.
L'habitat è rappresentato da foreste tropicali e sub-tropicali, dal livello del mare fino a modeste altitudini.

## Tassonomia
Alcuni autori, tenuto conto della notevole variabilità fenotipica di questo taxon, non distinguono varie sottospecie, ma soltanto forme locali all'interno della specie.

### Sinonimi
Sono stati riportati sette sinonimi.
- Anceryx andae Grote & Robinson, 1868 - Trans. amer. ent. Soc. 2: 77 - Locus typicus: non indicato[17] (sinonimo eterotipico).
- Anceryx mnechus Herrich-Schäffer, 1863 - Corresp. Blatt. zool.-min. Ver. 17: 150 - Locus typicus: Cuba[18] (sinonimo eterotipico).
- Anceryx pelops Boisduval, 1875 - In Boisduval & Guenée Hist. nat. Insectes (Spec. gén. Lépid. Hétérocères) 1: 126 - Locus typicus: non indicato[19] (sinonimo eterotipico).
- Anceryx silenus Grote & Robinson, 1868 - Trans. amer. ent. Soc. 2: 77 - Locus typicus: non indicato[17] (sinonimo eterotipico).
- Erinnyis congratulans Grote, 1865 - Ann. Lyc. nat. Hist., New York. 8: 200 - Locus typicus: non indicato[20] (sinonimo eterotipico).
- Erinnyis rimosa Grote, 1865 - Proc. ent. Soc. Philad. 5: 73 - Locus typicus: Cuba[2] (sinonimo omotipico e basionimo).
- Isognathus rimosa woodi Ramsden, 1916 - Ent. News. 27: 243, tav. 13, figg. 1-3 - Locus typicus: Cuba, Guantánamo[21] (sinonimo eterotipico).

### Sottospecie
Sono state descritte sei sottospecie:
- Isognathus rimosa rimosa (Grote, 1865) - Proc. ent. Soc. Philad. 5: 73 - Locus typicus: Cuba.[2][4][5]
- Isognathus rimosa inclitus Edwards, 1887 - Ent. Amer. 3: 90 - Locus typicus: Messico, Veracruz.[22]

Diffusa dal Messico al Nicaragua. Tegulae con cresta mediana bruna; pagina superiore dell'ala anteriore con macchie nere molto più marcate che in I. r. rimosa; banda nera marginale più ridotta, tanto da non raggiungere, lungo M3, la metà della distanza dalla cellula discale; apertura alare di 105 mm; lunghezza del corpo di 50 mm.
- Isognathus rimosa jamaicensis Rothschild & Jordan, 1915 - Novit. zool. 22: 291 - Locus typicus: Giamaica.[23]

Endemismo giamaicano. Pagina superiore dell'ala anteriore e tegulae color grigio pallido, simile a quello di I. r. molitor, ma con sfumature rosate; pronoto, mesonoto e cresta mediana delle tegulae di colore nero; sul recto dell'ala posteriore il giallo è più intenso che nelle altre sottospecie; lunghezza dell'ala anteriore: 51 mm.
- Isognathus rimosa molitor Rothschild & Jordan, 1915 - Novit. zool. 22: 286 - Locus typicus: Haiti, Cap-Haïtien.[24]

Endemismo haitiano. Il corpo e le ali anteriori sono di un grigio più chiaro che in I. r. rimosa, ma comunque più scuro di I. r. jamaicensis; le tegulae mostrano un accenno di cresta mediana scura; la bordatura marrone sul recto dell'ala posteriore è più larga di quella di I. r. rimosa.
- Isognathus rimosa papayae (Boisduval, 1875) - in Boisduval & Guenée 1875 Hist. nat. Ins. (Spec. gén. Lépid. Hétérocères) 1: 126 - Locus typicus: Colombia (incerto).[19]

= Anceryx rimosa papayae Boisduval, 1875 - in Boisduval & Guenée 1875 Hist. nat. Ins. (Spec. gén. Lépid. Hétérocères) 1: 126 - Locus typicus: Colombia (incerto) (sinonimo omotipico; basionimo).
= Anceryx silenus Grote & Robinson, 1868 - Trans. Amer. ent. Soc. 2: 77 - Locus typicus: non indicato (sinonimo eterotipico).
= Isognathus laura Butler, 1876 - Trans. zool. Soc. Lond. 9(19): 601 - Locus typicus: Venezuela (sinonimo eterotipico).
Diffusa dalla Colombia al Venezuela, fino alla Guyana francese. Taglia lievemente più ridotta e corpo più scuro rispetto a I. r. rimosa; pagina superiore dell'ala anteriore con geometrie bianche e marroni molto marcate e con macchia scura discale più piccola; pagina superiore dell'ala posteriore campita di un giallo più pallido rispetto alla sottospecie nominale, e con linea terminale più stretta; pagina inferiore dell'ala posteriore con linea postmediana più accentuata a livello del margine costale.
- Isognathus rimosa wolcotti Clark, 1922 - Proc. New Engl. zool. Club 8: 8 - Locus typicus: Porto Rico.[26]

Endemismo portoricano. Pagina superiore dell'ala anteriore affine per colorazione a I. r. rimosa e a I. r. jamaicensis; ali posteriori con colorazione gialla pallida e fascia marginale marrone molto stretta; tegulae fulve con cresta mediana poco evidente; addome con bande trasversali poco distinguibili.

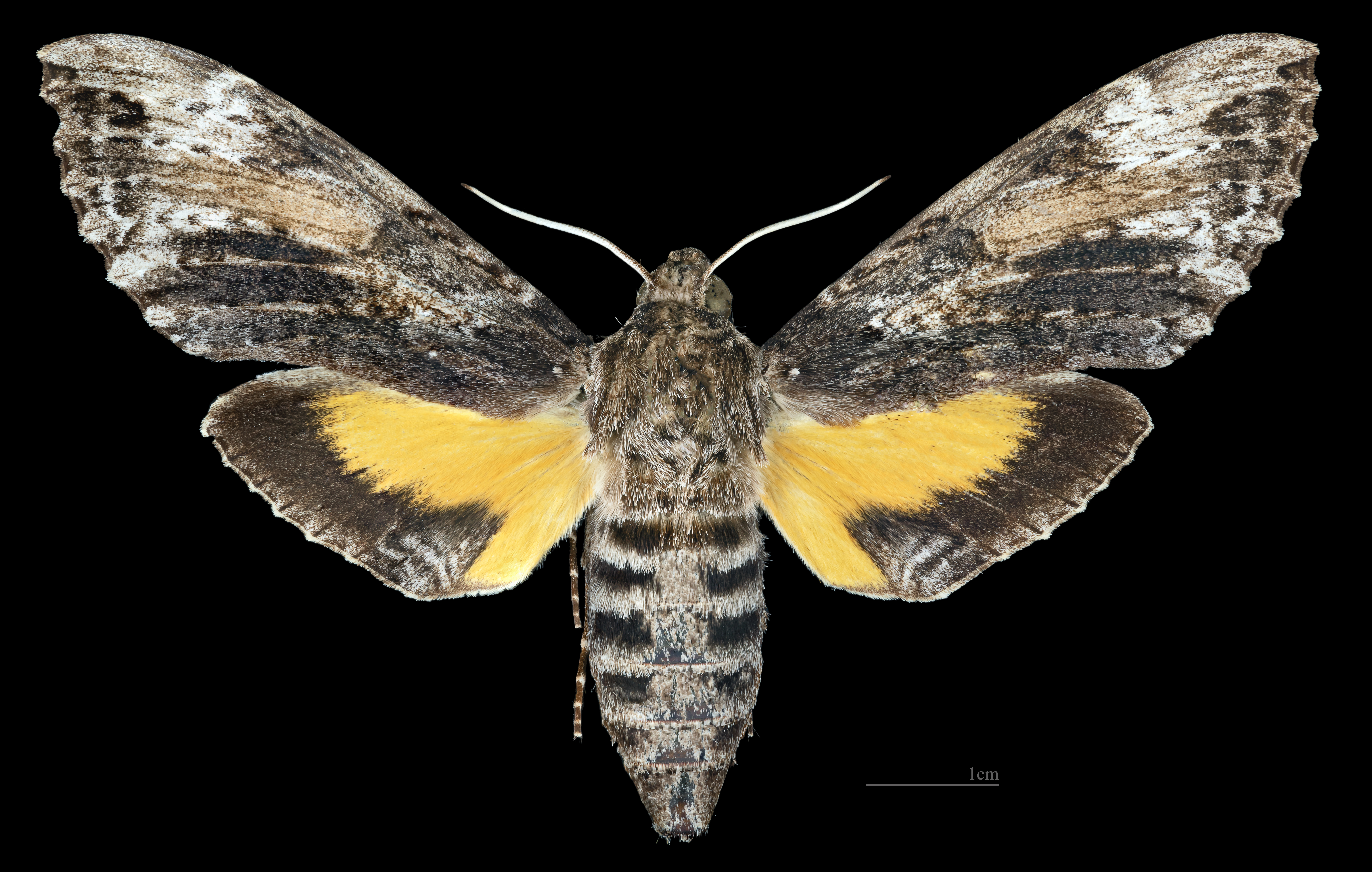
Isognathus rimosa inclitus  ♀
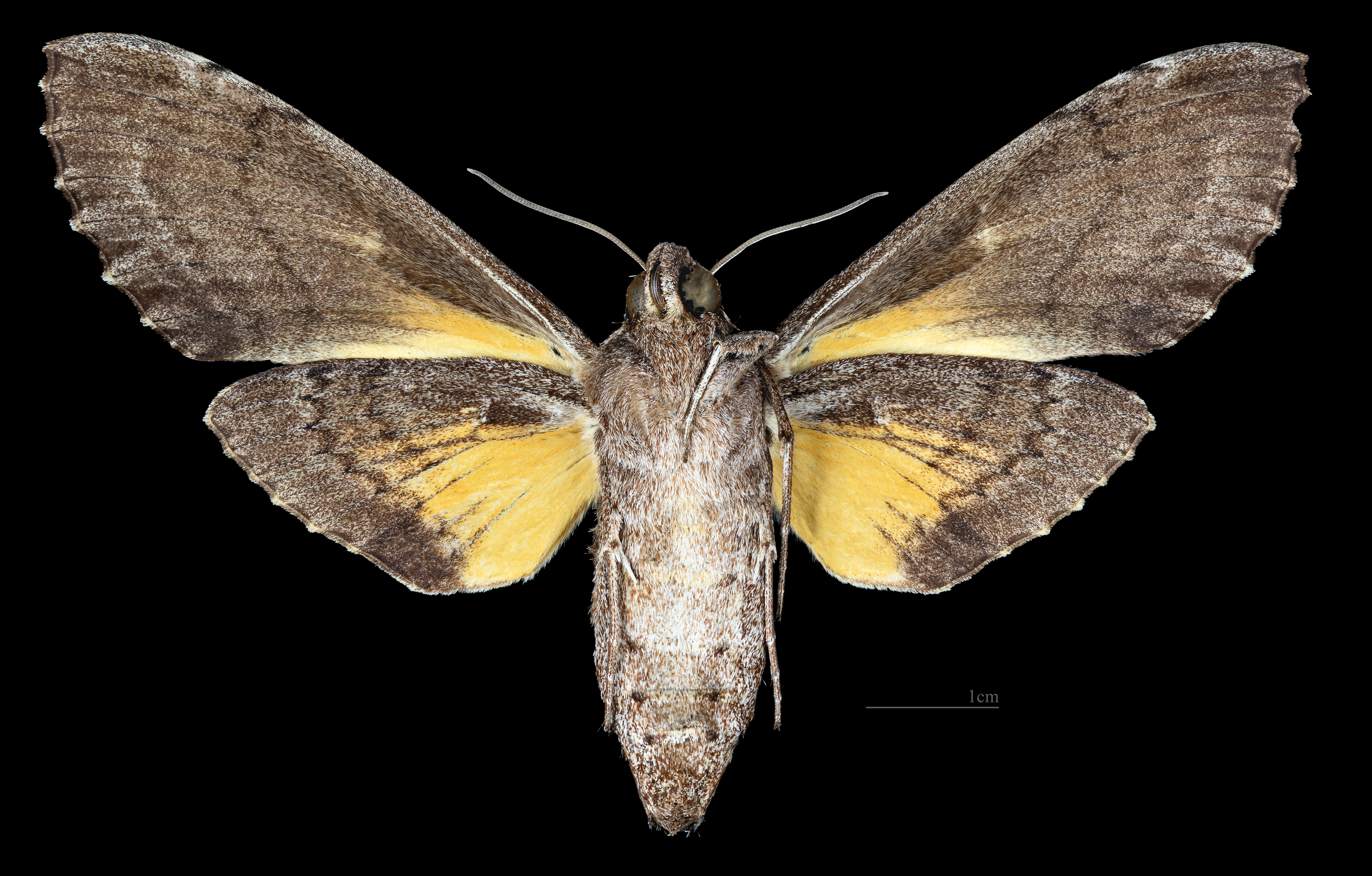
Isognathus rimosa inclitus ♀ △

## Conservazione
Lo stato di conservazione della specie non è stato ancora valutato dalla Lista rossa IUCN.